# Partido Trabalhista (Nova Zelândia)
O Partido Trabalhista da Nova Zelândia (em inglês: New Zealand Labour Party; em maori: Rōpū Reipa o Aotearoa) é um partido político da Nova Zelândia, situado no centro-esquerda do espectro político. Com seu rival histórico, o Partido Nacional da Nova Zelândia, o Partido Trabalhista esteve no governo 5 vezes desde a década de 1930. O programa do partido descreve o socialismo democrático como a sua principal linha ideológica, enquanto os observadores descrevem o Partido Trabalhista como social-democrata e pragmático. O partido é membro da Aliança Progressista.
O Partido Trabalhista foi fundado em 1916 por diversos partidos socialistas e sindicatos e é assim o partido político mais antigo do país. Houve seis períodos de governação trabalhista. O partido esteve no poder entre 1935 e 1949, quando estabeleceu o estado social da Nova Zelândia. Governou de 1957 a 1960, e novamente de 1972 a 1975, mas permaneceu apenas por um termo cada. Ainda governou de 1984 a 1990 e mais recentemente de 1999 a 2008, com Helen Clark como primeira-ministra.
Desde da derrota do partido nas eleições gerais de 2008, o Partido Trabalhista é o segundo maior grupo parlamento do Parlamento da Nova Zelândia e lidera a Oposição Oficial ao governo nacionalista.
Em 1 de agosto de 2017, Jacinda Ardern foi confirmada como a nova líder trabalhista e primeira-ministra da Nova Zelândia.

## Ideologia
Os objetivos políticos do Partido Trabalhista de 1916 exigiam "a socialização dos meios de produção, distribuição e troca", incluindo a propriedade estatal dos principais setores da economia e o aumento dos direitos dos trabalhadores. Até à década de 1980, o Partido Trabalhista continuou a ser um partido que acreditava num papel forte para os governos em questões económicas e sociais. No entanto, havia sido transformado de um movimento socialista, dominado por sindicatos, num partido social-democrata moderado. O governo trabalhista da década de 1980 se desviou bastante de um caminho social-democrata; numa série de reformas económicas, o governo removeu uma série de regulamentações e subsídios, privatizou os ativos estatais e introduziu práticas corporativas nos serviços estatais.
A partir da década de 1990, o Partido Trabalhista voltou a procurar usar o poder do Estado para tentar alcançar uma "sociedade mais justa e igualitária", baseada numa economia mista, na qual tanto o Estado quanto a empresa privada desempenham um papel importante. Posteriormente, o partido também foi descrito como adotando certas políticas sociais liberais.

### Princípios
De acordo com sua constituição (alterada mais recentemente em 2014), o partido aceita princípios "socialistas democráticos", incluindoː
- A gestão dos recursos naturais da Nova Zelândia para o benefício de todos, incluindo as gerações futuras;[12]
- Acesso igual a todas as esferas social, económica, cultural, política e jurídica, independentemente da riqueza ou posição social;[12]
- A cooperação como o principal fator governante nas relações económicas, para garantir uma justa distribuição de riqueza;[12]
- Direitos universais à dignidade, respeito próprio e oportunidade de trabalhar;[12]
- O direito à riqueza e à propriedade, sujeito às condições de considerar as pessoas como sempre mais importantes que a propriedade e as obrigações do Estado de garantir uma distribuição justa da riqueza;[12]
- Honrar o Tratado de Waitangi como o documento fundador da Nova Zelândia;[12]
- A promoção da paz e da justiça social em todo o mundo através da cooperação internacional;[12]
- Igualdade de direitos humanos, independentemente de raça, sexo, estado civil, orientação sexual, identidade de género, idade, fé religiosa, crença política ou deficiência.[12]

### Objetivos
- Eleição de pessoas competentes para os órgãos de soberania;[12]
- Proteção das liberdades e do bem-estar de todos os cidadãos da Nova Zelândia;[12]
- Construção de uma sociedade economicamente justa e redistribuição de riqueza.[12]

## Resultados eleitorais

### Eleições legislativas
| Data | Líder                 | CI. | Votos     | %            | +/-  | Deputados | +/-     | Status   |
| ---- | --------------------- | --- | --------- | ------------ | ---- | --------- | ------- | -------- |
| 1919 | Harry Holland         | 3.º | 131 402   | 24,2 / 100,0 |      | 8 / 80    |         | Oposição |
| 1922 | Harry Holland         | 3.º | 150 448   | 23,7 / 100,0 | 0,5  | 17 / 80   | 9       | Oposição |
| 1925 | Harry Holland         | 2.º | 187 610   | 27,3 / 100,0 | 3,6  | 12 / 80   | 5       | Oposição |
| 1928 | Harry Holland         | 3.º | 198 092   | 26,2 / 100,0 | 1,1  | 19 / 80   | 7       | Oposição |
| 1931 | Harry Holland         | 1.º | 244 881   | 34,3 / 100,0 | 8,1  | 24 / 80   | 5       | Oposição |
| 1935 | Michael Joseph Savage | 1.º | 389 911   | 45,7 / 100,0 | 11,4 | 53 / 80   | 29      | Governo  |
| 1938 | Michael Joseph Savage | 1.º | 528 290   | 55,8 / 100,0 | 10,1 | 53 / 80   | Estável | Governo  |
| 1943 | Peter Fraser          | 1.º | 447 919   | 47,6 / 100,0 | 8,2  | 45 / 80   | 8       | Governo  |
| 1946 | Peter Fraser          | 1.º | 536 994   | 51,3 / 100,0 | 3,7  | 42 / 80   | 3       | Governo  |
| 1949 | Peter Fraser          | 2.º | 506 073   | 47,2 / 100,0 | 4,1  | 34 / 80   | 8       | Oposição |
| 1951 | Walter Nash           | 2.º | 490 143   | 45,8 / 100,0 | 1,4  | 30 / 80   | 4       | Oposição |
| 1954 | Walter Nash           | 2.º | 484 028   | 44,1 / 100,0 | 1,7  | 35 / 80   | 5       | Oposição |
| 1957 | Walter Nash           | 1.º | 559 096   | 48,3 / 100,0 | 4,2  | 41 / 80   | 6       | Governo  |
| 1960 | Walter Nash           | 2.º | 508 179   | 43,4 / 100,0 | 4,9  | 34 / 80   | 7       | Oposição |
| 1963 | Arnold Nordmeyer      | 2.º | 524 066   | 43,7 / 100,0 | 0,3  | 35 / 80   | 1       | Oposição |
| 1966 | Norman Kirk           | 2.º | 499 392   | 41,4 / 100,0 | 2,3  | 35 / 80   | Estável | Oposição |
| 1969 | Norman Kirk           | 2.º | 592 055   | 44,2 / 100,0 | 2,8  | 39 / 84   | 4       | Oposição |
| 1972 | Norman Kirk           | 1.º | 677 669   | 48,4 / 100,0 | 4,2  | 55 / 87   | 16      | Governo  |
| 1975 | Bill Rowling          | 2.º | 634 453   | 39,6 / 100,0 | 8,8  | 32 / 87   | 23      | Oposição |
| 1978 | Bill Rowling          | 1.º | 691 076   | 40,4 / 100,0 | 0,8  | 40 / 92   | 3       | Oposição |
| 1981 | Bill Rowling          | 1.º | 702 630   | 39,0 / 100,0 | 1,4  | 43 / 92   | 3       | Oposição |
| 1984 | David Lange           | 1.º | 829 154   | 43,0 / 100,0 | 4,0  | 56 / 95   | 13      | Governo  |
| 1987 | David Lange           | 1.º | 878 448   | 48,0 / 100,0 | 5,0  | 57 / 97   | 1       | Governo  |
| 1990 | Mike Moore            | 2.º | 640 915   | 35,1 / 100,0 | 12,9 | 29 / 97   | 28      | Oposição |
| 1993 | Mike Moore            | 2.º | 666 759   | 34,7 / 100,0 | 0,4  | 45 / 99   | 16      | Oposição |
| 1996 | Helen Clark           | 2.º | 584 159   | 28,2 / 100,0 | 6,5  | 37 / 120  | 8       | Oposição |
| 1999 | Helen Clark           | 1.º | 800 199   | 38,7 / 100,0 | 10,5 | 49 / 120  | 12      | Governo  |
| 2002 | Helen Clark           | 1.º | 838 219   | 41,3 / 100,0 | 2,6  | 52 / 120  | 3       | Governo  |
| 2005 | Helen Clark           | 1.º | 935 319   | 41,1 / 100,0 | 0,2  | 50 / 121  | 2       | Governo  |
| 2008 | Helen Clark           | 2.º | 796 880   | 34,0 / 100,0 | 7,1  | 43 / 122  | 7       | Oposição |
| 2011 | Phil Goff             | 2.º | 614 937   | 27,5 / 100,0 | 6,5  | 34 / 121  | 9       | Oposição |
| 2014 | David Cunliffe        | 2.º | 604 534   | 25,1 / 100,0 | 2,4  | 32 / 121  | 2       | Oposição |
| 2017 | Jacinda Ardern        | 2.º | 956 184   | 36,9 / 100,0 | 11,8 | 45 / 120  | 13      | Governo  |
| 2020 | Jacinda Ardern        | 1.º | 1 163 609 | 49,0 / 100,0 | 12,1 | 64 / 120  | 19      | Governo  |